# Waterstofbromiet
Waterstofbromiet of bromigzuur is een monoprotisch anorganisch zuur van broom, met als brutoformule HBrO2. Het behoort tot de groep der halogeenzuurstofzuren en is een sterke oxidator. Het zuur is niet in zuivere toestand bekend; het is enkel bestendig in een verdunde waterige oplossing. Zouten van waterstofbromiet worden bromieten genoemd. Voorbeelden hiervan zijn natriumbromiet en bariumbromiet.

## Synthese
Waterstofbromiet kan niet in zuivere vorm worden bereid, enkel in waterige oplossing. Het wordt gevormd als nevenproduct tijdens de anodische oxidatie van waterstofhypobromiet tot waterstofbromaat:
{\displaystyle {\ce {HBrO + HClO -> HBrO2 + HCl}}}
Het kan ook bereid worden door een disproportionering van waterstofhypobromiet:
{\displaystyle {\ce {2HBrO -> HBrO2 + HBr}}}
Een derde manier is via de conproportionering van waterstofbromaat en waterstofbromide:
{\displaystyle {\ce {2HBrO3 + HBr -> 3HBrO2}}}

## Toepassingen
Waterstofbromiet kent weinig praktische toepassingen. Bromieten kunnen gebruikt worden voor de reductie van permanganaten tot manganaten:
{\displaystyle {\ce {2MnO4- + BrO2- + OH- -> 2MnO4- + BrO3- + H2O}}}